# Tierra (geografia)
Tierra (hiszp. tierra - ziemia) - nazwa pięter klimatyczno-roślinnych stosowana w Ameryce Środkowej.
Kolejno wyróżnia się:
- piętro gorące (tierra caliente) - lasy równikowe i podrównikowe,
- piętro umiarkowane (tierra templada) - górskie lasy wilgotne,
- piętro zimne (tierra fria) - lasy mgielne (bosque nublado),
- piętro mroźne (tierra helada) - roślinność trawiasta.